# Cosme Rímoli
Cosme Rímoli (São Paulo) é um jornalista brasileiro.
Cobriu in loco oito Copas do Mundo, seis Eliminatórias para a Copa, quatro Copas América, dezenas de finais de Libertadores, Brasileiros e Campeonatos Paulistas, o Mundial de Clubes no Japão em 2011, o Pan-Americano do México, três etapas do UFC, Olimpíada de Londres de 2012 e Copa das Confederações em 2013. Foi, como enviado especial, a 30 países para acompanhar eventos esportivos.
Atualmente, trabalha no portal R7, da Rede Record.

## Carreira
Filho de Domingos e Nadeje, cursou Jornalismo na Faculdade Cásper Líbero.
Trabalhou 23 anos no Jornal da Tarde.
Começou com o blog no UOL, em fevereiro de 2009, que logo se tornou um dos dois mais acessados de esportes do portal.
Em setembro de 2009, se transfere para o portal da Rede Record, o R7.

### Prêmios
Ganhou seis vezes o prêmio Aceesp como o melhor repórter esportivo de jornais e revistas de São Paulo.
| Ano  | Prêmio                                                                     | Categoria          | Resultado | Ref.   |
| ---- | -------------------------------------------------------------------------- | ------------------ | --------- | ------ |
| 2000 | Troféu ACEESP (Associação dos Cronistas Esportivos do Estado de São Paulo) | Jornal             | Venceu    | [ 5 ]  |
| 2001 | Troféu ACEESP (Associação dos Cronistas Esportivos do Estado de São Paulo) | Repórter de Jornal | Venceu    | [ 6 ]  |
| 2005 | Troféu ACEESP (Associação dos Cronistas Esportivos do Estado de São Paulo) | Repórter de Jornal | Venceu    | [ 7 ]  |
| 2006 | Troféu ACEESP (Associação dos Cronistas Esportivos do Estado de São Paulo) | Repórter de Jornal | Venceu    | [ 8 ]  |
| 2007 | Troféu ACEESP (Associação dos Cronistas Esportivos do Estado de São Paulo) | Repórter de Jornal | Venceu    | [ 9 ]  |
| 2008 | Troféu ACEESP (Associação dos Cronistas Esportivos do Estado de São Paulo) | Repórter de Jornal | Venceu    | [ 10 ] |